# Тиоцианат аммония
Тиоцианат аммония (роданид аммония) — неорганическое соединение, 
соль аммония и роданистой кислоты с формулой NH4SCN,
бесцветные кристаллы,
растворяется в воде,
образует кристаллогидрат.

## Получение
- Реакция аммиака и сероуглерода:

{\displaystyle {\mathsf {2NH_{3}+CS_{2}\ {\xrightarrow {}}\ NH_{4}SCN+H_{2}S}}}

## Физические свойства
Тиоцианат аммония образует бесцветные или жёлтоватые кристаллы.
Растворяется в воде, этаноле и ацетоне.
При температуре -25,2°С образует кристаллогидрат состава NH4SCN•5,851H2O.
С аммиаком образует аддукты вида NH4SCN•n NH3, где n = 1÷8.

## Химические свойства
- При нагревании обратимо изомеризуется в тиомочевину:

- Разлагается кислотами и концентрированными щелочами:

{\displaystyle {\mathsf {NH_{4}SCN+H_{2}SO_{4}+H_{2}O\ \xrightarrow {30^{o}C} \ CSO\uparrow +(NH_{4})_{2}SO_{4}}}}
{\displaystyle {\mathsf {NH_{4}SCN+NaOH\ \xrightarrow {100^{o}C} \ NaSCN+NH_{3}\uparrow +H_{2}O}}}
- При окислении образует дитиоциан[1]:

{\displaystyle {\mathsf {2NH_{4}SCN+H_{2}SO_{4}+H_{2}O\ \xrightarrow {30^{o}C} \ CSO\uparrow +(NH_{4})_{2}SO_{4}}}}